# Puente del Río Aguarico

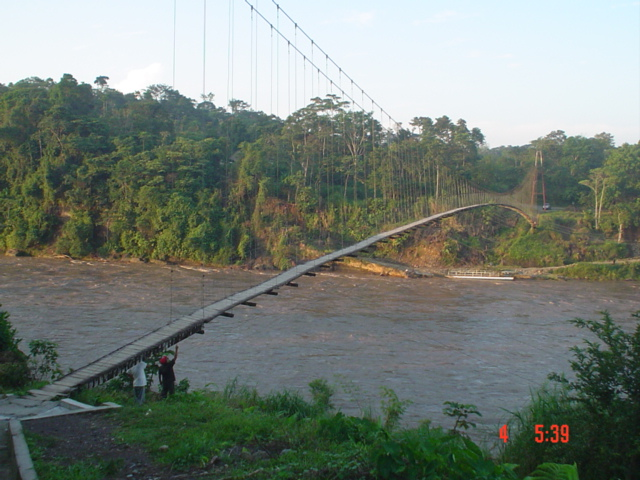
Puente colgante peatonal construido artesanalmente.

El puente sobre el río Aguarico, en la provincia de Sucumbíos en la amazonía norte del Ecuador, dirigido por el Sr. Toni el suizo, es un ejemplo de trabajo comunitario y de aprovechamiento de materiales descartados por la industria petrolera que opera en la zona.
El puente peatonal colgante tiene una longitud de 264 m.